# Юрє
Юрє (кор. 유례, 儒禮, Yurye, Yurye; пом. 298) — корейський правитель, чотирнадцятий володар (ісагим) держави Сілла періоду Трьох держав. Заклав основи створення військового морського флоту.

## Життєпис
Походив з клану Сок. Син ісагима Чобуна. Його мати була нащадком першого правителя Сілли — Пак Хьоккосе. Батько помер 247 року, але трон перейшов до стрийка Чхомхе. Після смерті ісагима Мічху з клану Кім 284 році Юрє посів трон Сілли.
Розпочав активну зовнішню політику. 286 року замирився з державою Пекче, з якою Сілла вела війну з 250-их років. 287 року узбережжя Сілла зазнало нападу народу ва з Японського архіпелагу (точно невідомо представниками якого союзу або протодержави вони були: На, Яматай чи Ідзумо). 289 року ван наказав зміцнювати укріплення та розпочати побудову морського флоту для захисту від нападників.
292 року Сілла зазнала нападу народу ва або іншого з Японського архіпелагу, які зруйнували фортецю Сандосон. 293 року командувач Дагок відновив ту фортецю. 294 року біля фортеці Чанбонсон народу ва було завдано поразки. 295 року Сілла знову зазнала нападу ва. Того ж року було завершено створення військово-морського флоту Сілли (отримав назву сонса).
297 року племінне утворення Ісогуку атакувало Сарабол, старовинний центр Сілли. За легендою Сілла виявилась безсилою. Потім з'явилися солдати з бамбуковим листям у вухах і здобули перемогу над Ісогуку. Можливо, якась протодержава з Японського архіпелагу допомогла Юрє в тій війні.
Помер 298 року. Йому спадкував онук Кірім.